# Severin Tischler

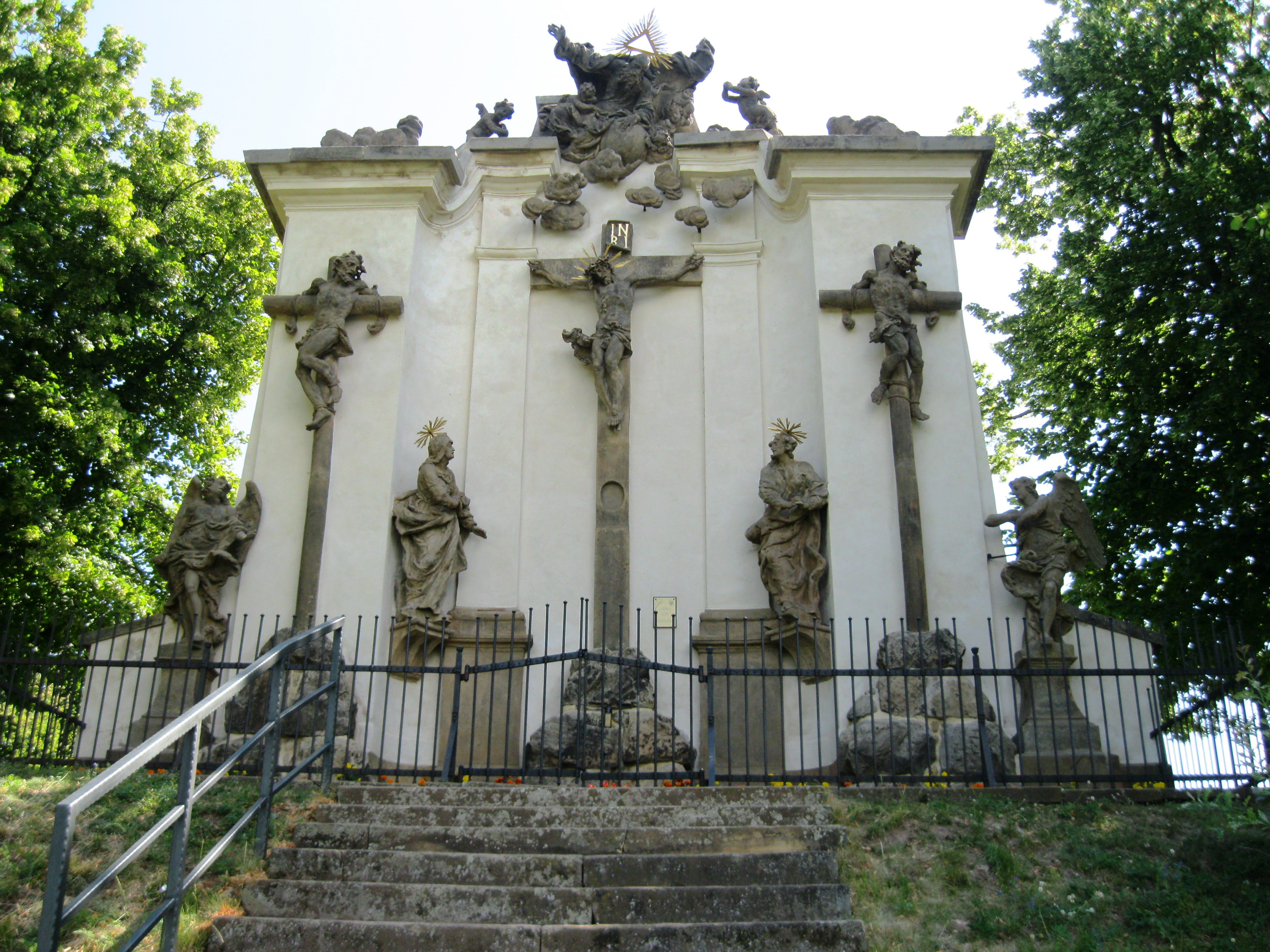
Kalvárie na Křížovém vrchu v Moravské Třebové

Severin Tischler (12. říjen 1705 Svitavy – 13. listopadu 1743 Moravská Třebová) byl český sochař působící většinu života v Moravské Třebové. Je zařazován mezi významné představitele pozdně barokního sochařství v Českých zemích.

## Biografie
Narodil se ve Svitavách jako druhý z osmi dětí Adama Tischlera a jeho ženy Anny Bittnerové. Roku 1733 se zde oženil s Paulinou Grosmischovou. Ve Svitavách se jim narodilo také první dítě, syn Wilhelm Leopold. Roku 1735 se Tischler s rodinou odstěhoval do Moravské Třebové a v roce 1737 se zde narodily jeho dvě dcery Maria Josefa a Anna Victoria. Mezi léty 1742 a 1743 Severin Tischler umírá.

## Dílo
V raných pracích navázal na dílo Matyáše Bernarda Brauna, jež ho ovlivnilo, ale později se vypjatou formou exprese zařadil do širšího uměleckého proudu tehdejší střední Evropy. Pro tento internacionální styl je příznačná vyhraněná stylizace draperie soch, která je utvářená v "lámaném stylu" a "kubizujících formách". Tischlerova umělecká osobnost zůstávala dlouhou dobu ve stínu jeho současníků, zvlášť litomyšlského sochaře a Tischlerova přítele Jiřího Františka Pacáka, jemuž byla většina umělcových prací připisována. Jeho práce nalezneme nejen na pomezí východních Čech a severní Moravy, ale také ve vzdálenějších lokalitách Náchodska a Podkrkonoší.
O Tischlerově školení neexistují žádné informace. R. Pechhold ve svém díle Mähr.-Trübauer Häusergescichte označuje Tischlera jako „Bildhauer aus Leitomischl“ z čehož lze usuzovat, že se vyučil zde. Pravděpodobně tedy pobýval v tamní dílně Jiřího Františka Pacáka. Tomu nasvědčuje braunovský akcent raných Tischlerových prací. Počátek sochařovy tvorby se datuje od roku 1729, kdy je doložen plným jménem jako Severin Konstant Tischler, svitavský sochař, uzavírající smlouvu s moravskotřebovskými františkány. Měl pro ně vytvořit 14 skupin řezbářsky zpracovaných zastavení křížové cesty včetně architektonických podstavců. V roce 1731 bylo dílo hotovo, protože bylo štafírováno místním malířem, někdy na začátku 20. století ale zaniklo.

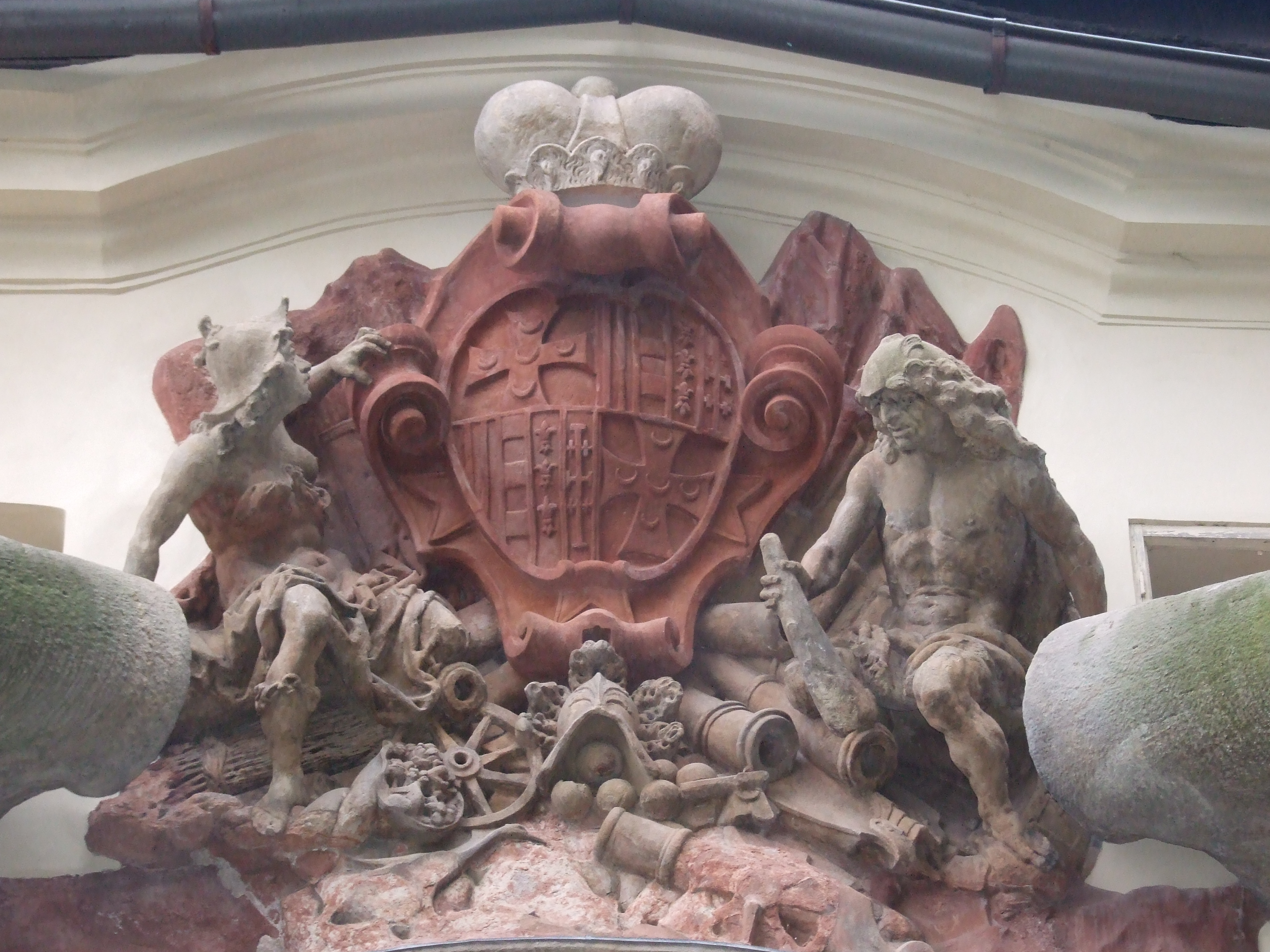
Erb Piccolominiů se sochařskou výzdobou na první bráně zámku v Náchodě

V letech 1730–1731 vytváří v Náchodě pro knížecí rod Piccolomini výzdobu tzv. Piccolominiovské brány a ve stejném období krále Davida ve Rtyni. Podobná draperie soch je vlastní i soše sv. Jana Nepomuckého z náchodského mostu. Charakteristické pro jeho rané dílo je i zpracování očí – velká kulatá víčka a oči naznačené hluboce navrtanými otvory, tyto znaky nalezneme u řady dalších Tischlerových děl (Immaculata v Jilemnici, reliéf Madony s Ježíškem a sv. Janem Nepomuckým na sloupu v Uničově).
Kolem roku 1730 pracuje Tischler v Moravské Třebové na oltáři sv. Kříže v nově přestavovaném děkanském kostele Nanebevzetí Panny Marie. Sochařskou složku oltáře tvoří vedle vrcholné postavy Boha Otce dvě protějškové alegorie Víry a Naděje, které doprovázely ústřední obraz Ukřižovaného Krista, jenž byl později nahrazen misijním křížem. Draperie všech soch vykazuje prvky charakteristické pro rané Tischlerovo dílo. Původně bylo toto dílo připisováno sochaři J. A. Heinzovi a poté Jiřímu F. Pacákovi nebo Řehoři Thénymu. K definitivnímu zařazení oltáře sv. Kříže došlo díky studii Aloise Czerného a Rudolfa Pechholda. Severin Tischler poté realizoval i další části mobiliáře kostela. Například kazatelnu, kde dobře uplatnil lámaný styl na draperii a poprvé zde užívá kubizující formy.
Současně začíná pracovat na rozsáhlé zakázce, velkoryse pojatém sousoší Kalvárie na Křížovém vrchu nad městem. „ Svými výtvarnými kvalitami se sousoší řadí mezi nejvýznamnější díla následovníků Matyáše Bernarda Brauna a některé jeho části snesou srovnání přímo s Braunovou tvorbou.“ Ústřední skupinu tvoří ukřižovaný Kristus s truchlící Pannou Marií a sv. Janem Evangelistou, doprovází je postava Boha Otce ve vrcholu kompozice a po stranách dvojice ukřižovaných lotrů s anděly.
V okolí Moravské Třebové následně realizuje řadu prací (Městečko Trnávka, Křenov, Anenská Studánka). Další Tischlerovou prací je prostorově pojatý hlavní oltář farního kostela v České Skalici z roku 1732 nebo skupinové sousoší Seslání Ducha svatého v kostele v Hořičkách. V Jilemnici v Podkrkonoší vytváří kolem roku 1735 mobiliář farního kostela. Umělcovy závěrečné práce se opakovaně objevují v okolí Olomouce, kdy klíčovou prací tohoto období je mariánský sloup v Uničově (1735-1743).

### Seznam děl
- Náchod

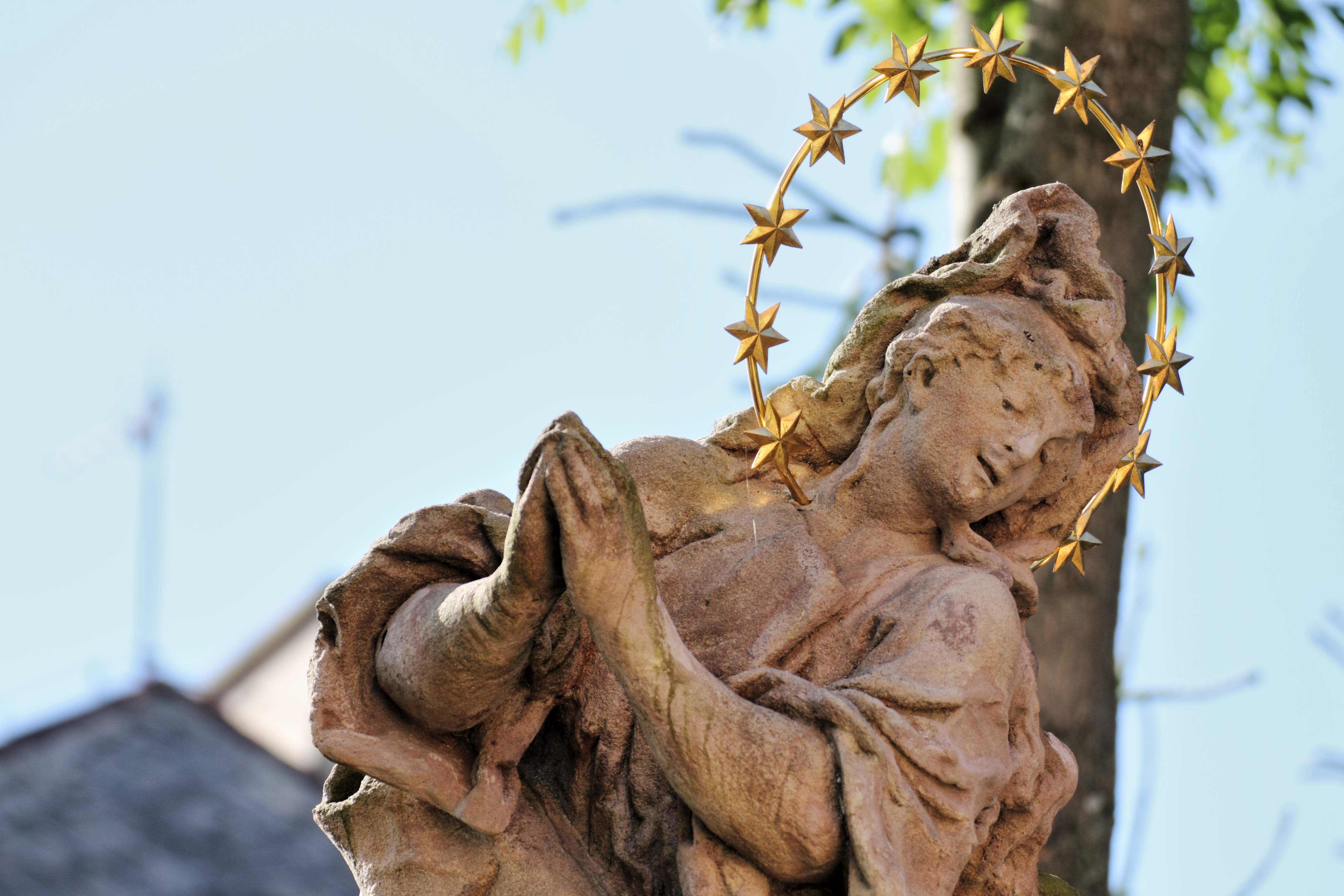
Socha Immaculaty v Jilemnici

  - erb Piccolominiů se sochami Minervy a Herkula na tzv. Piccolominiovské bráně a alianční erb Piccolominiů a Kolovratů na tzv. Nové bráně směřujicí do města od zámku (1730–1731)
  - socha sv. Jana Nepomuckého (1730) – původně na mostu přes Radechovku, vystavena na Nové radnici
- Rtyně – socha krále Davida (asi 1730) – na místě pouze výdusek, originál se nachází v lapidáriu v Josefově
- Moravská Třebová
  - kostel Nanebevzetí Panny Marie – oltář sv. Kříže (kol. 1730), socha Vzkříšeného Krista v depozitáři (1730–1735), kazatelna (po 1732), oltář sv. Jana Nepomuckého (kol. 1735) – oltář sv. Kříže dříve připisovaný J. A. Heinzi, Ř.Thénymu poté J. F. Pacákovi, ostatní vybavení Thénymu nebo Pacákovi
  - Kalvárie na Křížovém vrchu (1730–1731) – dříve připisované Jiřímu F. Pacákovi
  - pašijový cyklus (po 1730), františkánský klášter – trojice sousoší původem z kaplí na Křížovém vrchu, pravděpodobná účast Františka J. Seitla, dříve připisované Ř.Thénymu nebo J. F. Pacákovi
- Litomyšl, Regionální muzeum – sošky Panny Marie Bolestné, sv. Jana Evangelisty a sv. Jana Evangelisty (1730–1735) – druhá soška sv. Jana je asi prací dílny
- Jaroměřice, poutní kostel Povýšení sv. Kříže – socha Vzkříšeného Krista na stříšce kazatelny (1730–1735)
- Městečko Trnávka – Mariánský sloup (1731) – sochařská výzdoba z bezpečnostních důvodů sejmuta, dříve připisované J. F. Pacákovi
- Česká Skalice, kostel Nanebevzetí Panny Marie – hlavní oltář (1732), krucifix v lodi (asi 1732), kazatelna (1738)

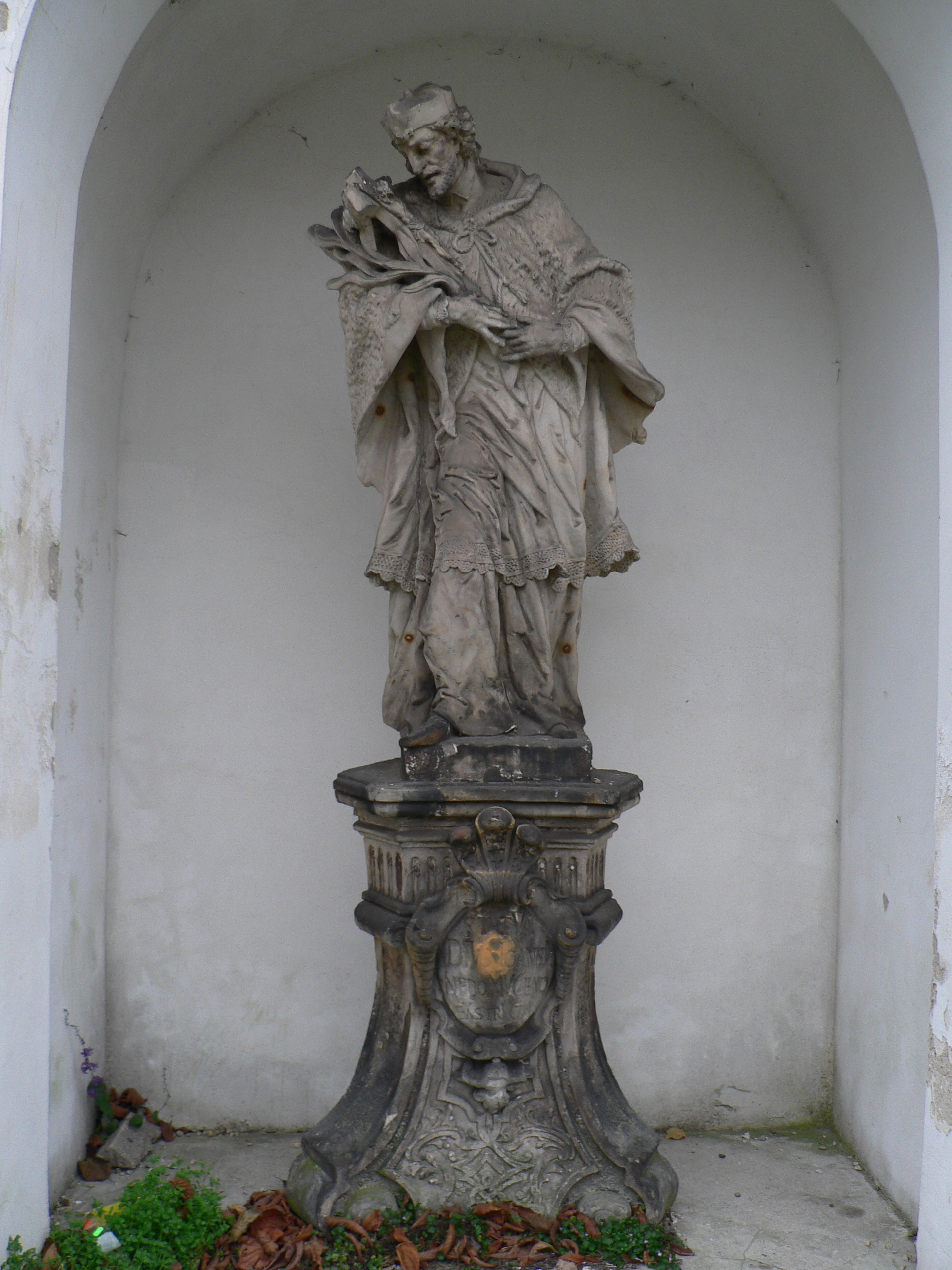
Socha sv. Jana Nepomuckého v Branné

- Hronov – Mariánský sloup (1725–1732?) – sochy na podstavci (kromě sv. Zikmunda), Immaculata na vrcholu je prací neznámého sochaře
- Rýmařov – socha sv. Jana Nepomuckého (1733)
- Branná – socha sv. Jana Nepomuckého v nice presbytáře kostela sv. Michala (1733) – účast Františka J. Seitla
- Křenov
  - sousoší Panny Marie s Ježíškem (před 1734) – dříve připisované J. F. Pacákovi

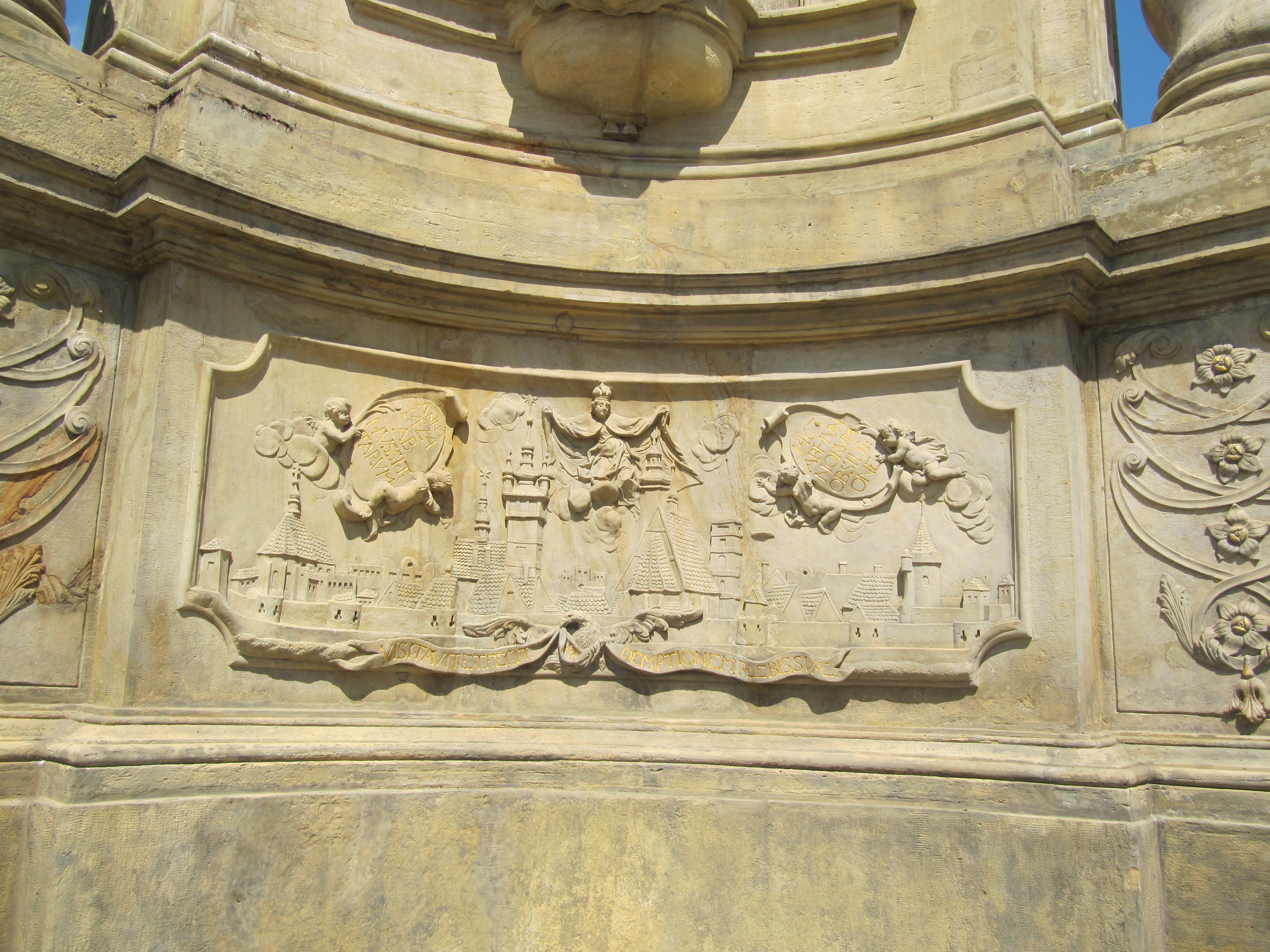
Reliéf Panny Marie ochránkyně města na Mariánském sloupu v Uničově

  - kostel sv. Jana Křtitele – sochy andělů na římsách po stranách hl. oltáře, sochy Panny Marie Bolestné a Krista korunovaný trním v nikách presbytáře, oltář sv. Josefa (kol. 1735) – dříve připisované Ř. Thénymu, sochy sv. Cecílie a krále Davida na kruchtě (po 1735) – dříve připisované Ř.Thénymu nebo J. F. Pacákovi
- Svitavy – sloup Nejsvětější Trojice (1734) – dříve připisované J. F. Pacákovi
- Jilemnice
  - kostel sv. Vavřince – oltář Kalvárie, kazatelna (kol. 1735), oltář sv. Dominika (asi 1736) – účast Františka J. Seitla
  - socha Immaculaty (kol. 1735)
- Hořičky, kostel sv. Ducha – hlavní oltář (kol. 1735)
- Vysoké Žibřidovice, kostel sv. Linharta – hlavní oltář (do 1735?) – pravděpodobná účast Františka J. Seitla
- Uničov, sloup Panny Marie a sv. Jana Nepomuckého (1735–1743) – sochy sv. Jana Nepomuckého, sv. Antonína Paduánského, sv. Ondřeje a sv. Barbory v nikách podstavce, sochy sv. Bartoloměje, sv. Karla Boromejského, sv. Jakuba Většího a sv. Jana Sarkandera na nárožích horní etáže, reliéfy: sv. Jan Nepomucký před Pannou Marií, sv. Jan Sarkander před Vítězným Kristem, Panna Marie jako ochránkyně města, sv. Petr, sv. Pavel, čtyři Evangelisté – účast Františka J. Seitla, ostatní sochy od J. A. Heinze, andílci od I. Winklera
- Chvalkovice, kaple sv. Jana Nepomuckého u kostela sv. Jiljí – oltář (po 1735)

- Tatenice
  - kostel sv. Jana Křtitele – sochy andělů hrajících na pozouny na kruchtě (po 1735)
  - duše v očistci na oltáři kaple Panny Marie u kostela (po 1735)
- Bohuslavice, kostel sv. Bartoloměje – hlavní oltář, kazatelna a sochy andělů na kruchtě (po 1735) – na kazatelně účast dílny
- Dvůr Králové
  - reliéfní kartuš nad portálem děkanství (1736) – dříve připisované J. F. Pacákovi
  - svatojánské oratorium (asi 1736) – účast Františka J. Seitla, dříve připisované J. F. Pacákovi
- Anenská Studánka, kaple nad pramenem – sousoší Panny Marie Pomocné se sv. Janem Nepomuckým a sv. Vavřincem (1738)
- Horní Dobrouč – terasa s Mariánským obeliskem a sochami svatých (1738) – účast dílny,  sochy nahrazeny výdusky a originály jsou vystaveny na obecním úřadě
- Řepníky, kostel sv. Vavřince – hlavní oltář (do 1741) – původně v kostele sv. Vavřince ve Vysovém Mýtě, účast dílny
- Bystré, kostel sv. Jana Křtitele – oltář sv. Jana Nepomuckého (do 1741,1753) – pravděpodobná účast Františka J. Seitla, dříve připisované J. F. Pacákovi

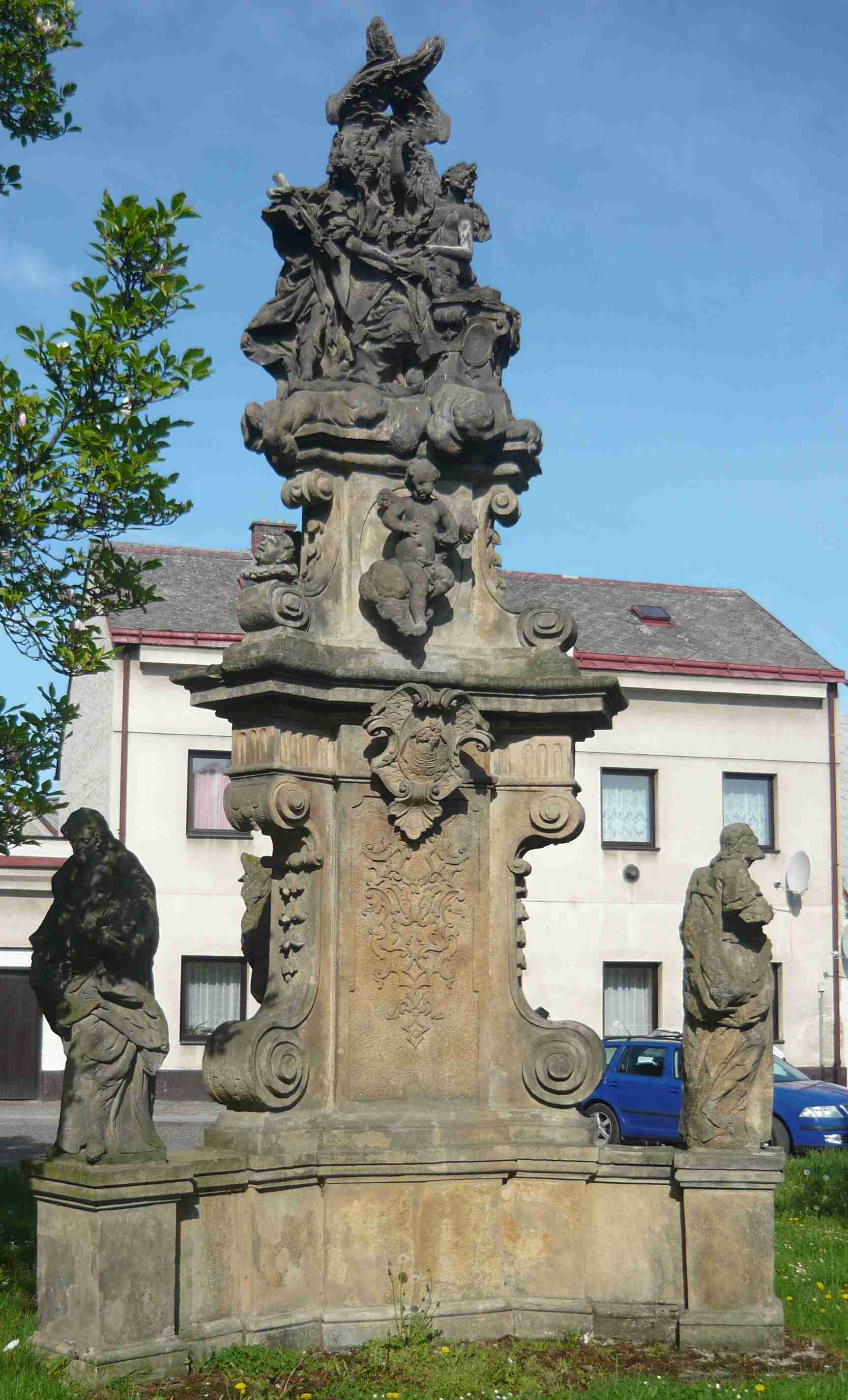
Oratorium sv. Jana Nepomuckého ve Dvoře Králové
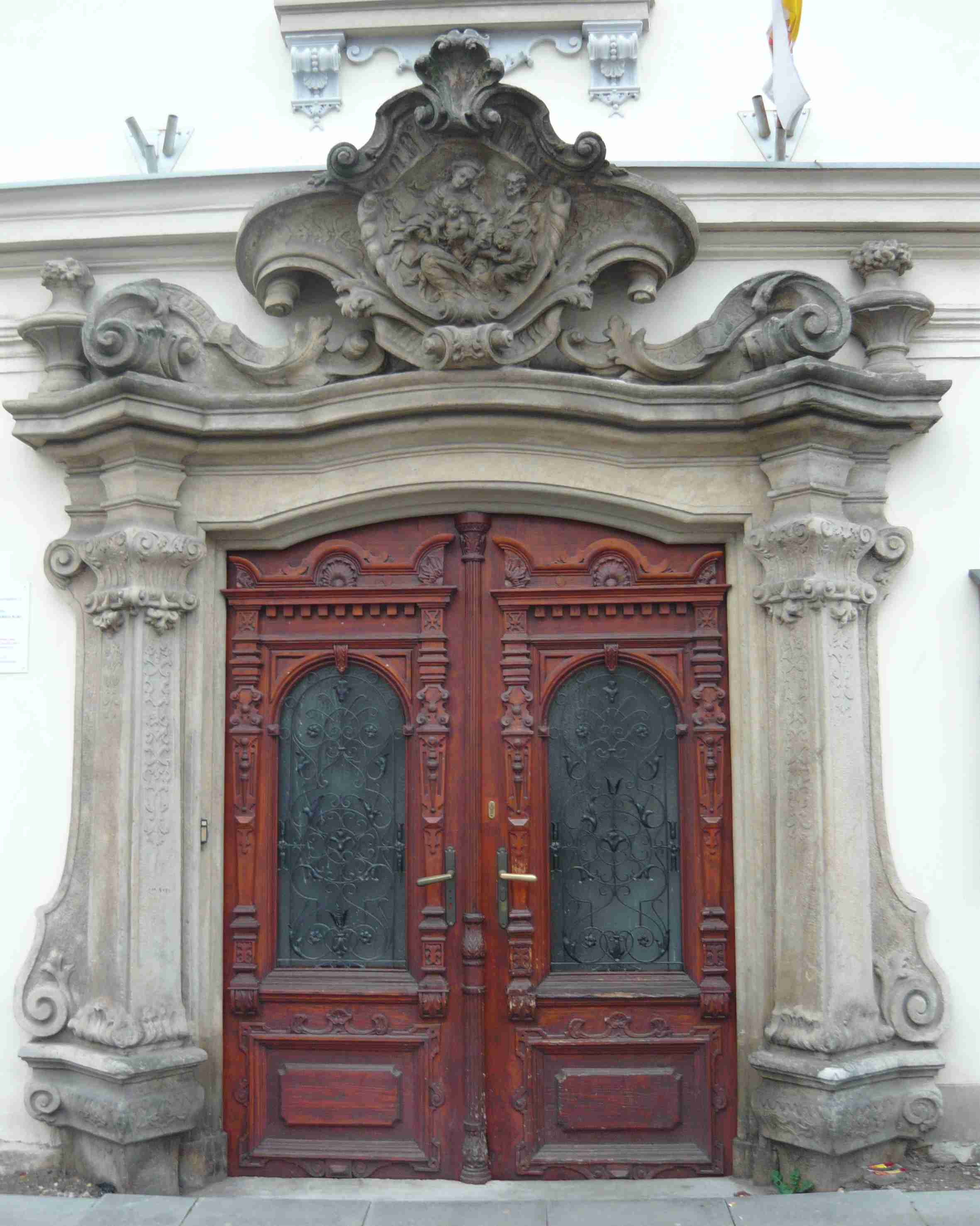
Portál děkanství ve Dvoře Králové
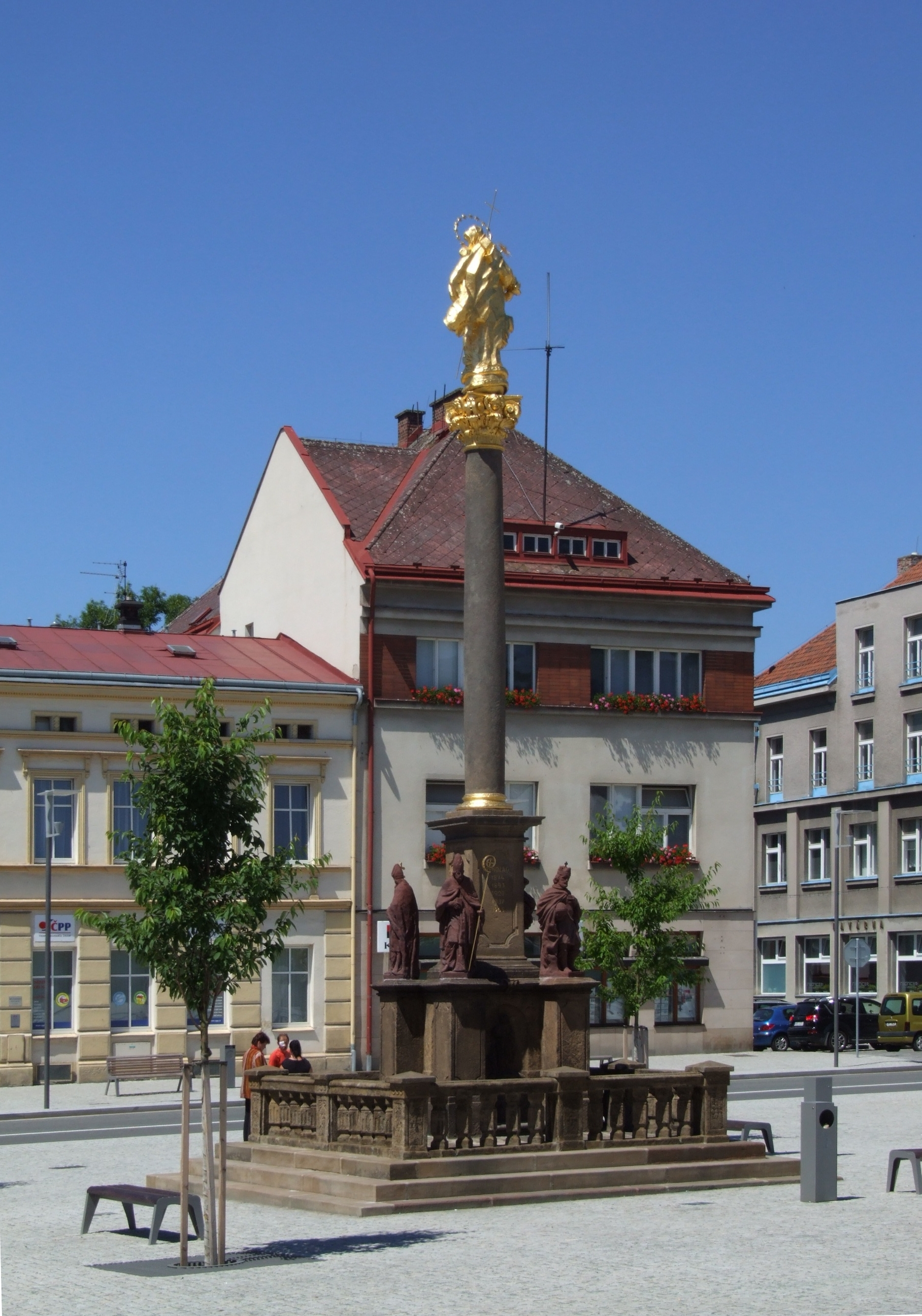
Mariánský skloup v Hronově
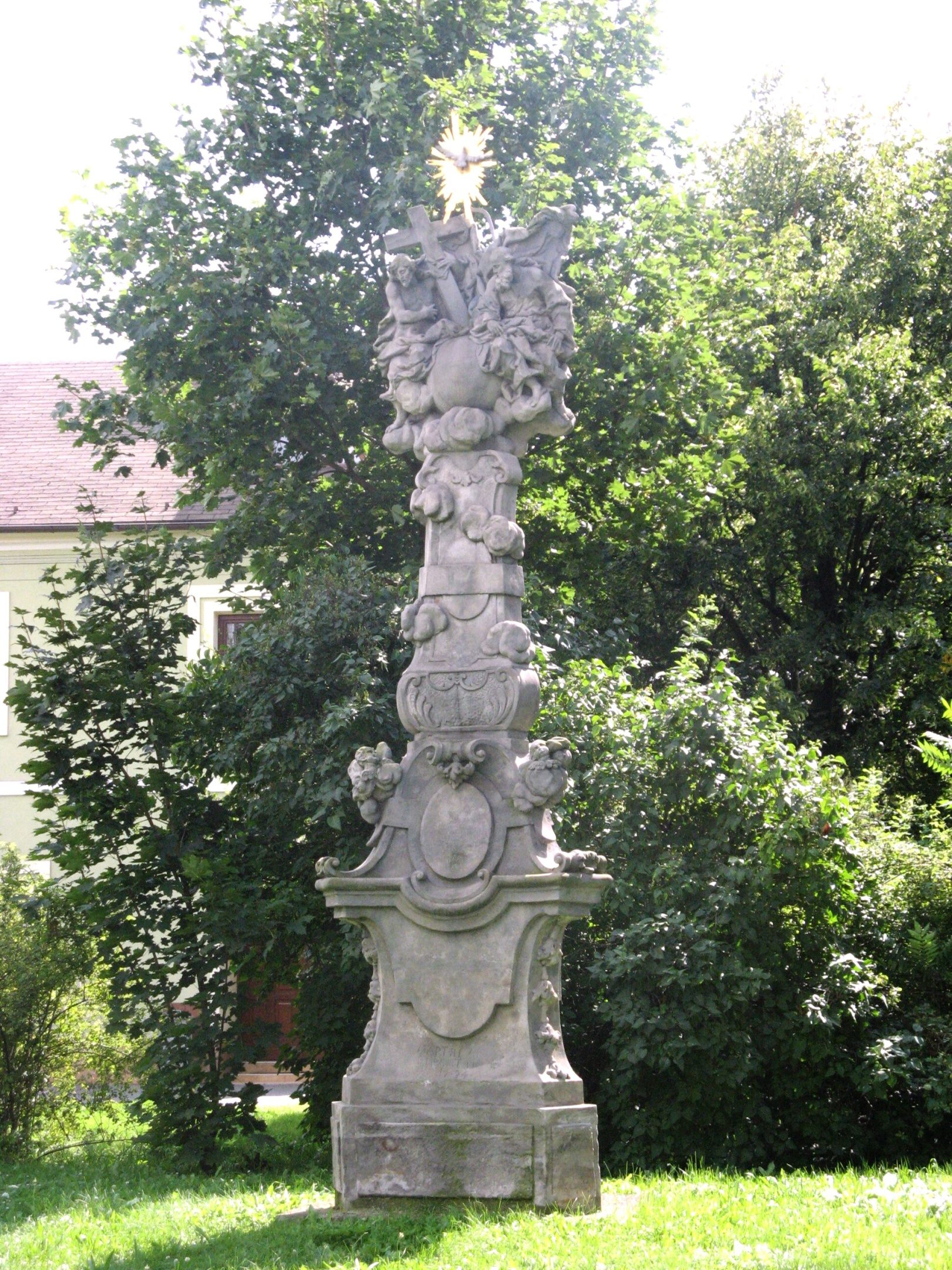
Sloup Nejsvětější Trojice ve Svitavách
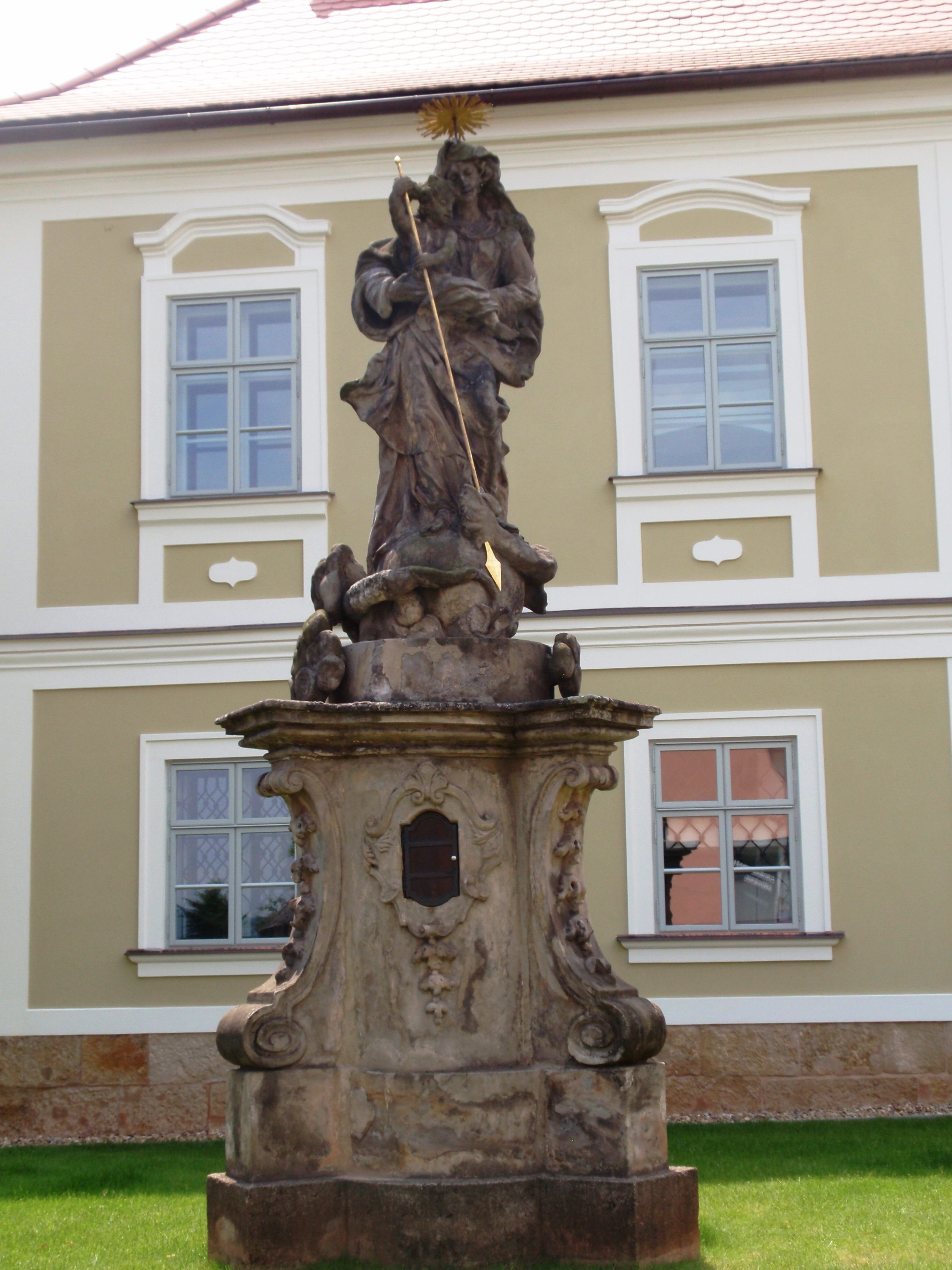
Socha Panny Marie s dítětem v Křenově
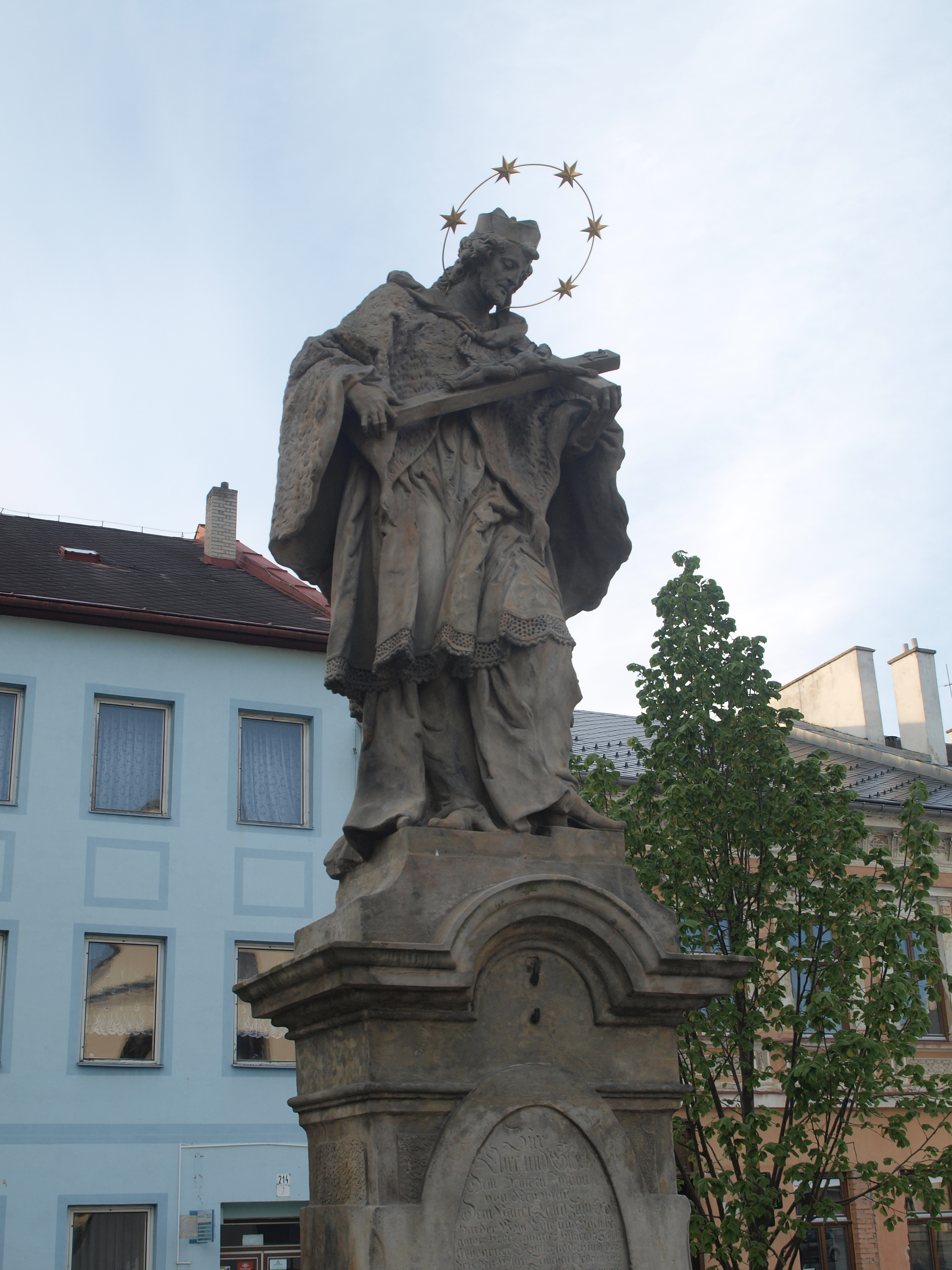
Socha sv. Jana Nepomuckého v Rýmařově